# 假蓝宝石
假蓝宝石（英語：Sapphirine），又称似蓝宝石，是一种稀有矿物。它是一种镁和铝的硅酸盐，化学式为(Mg,Al)8(Al,Si)6O20（以铁为主要杂质）。假蓝宝石因其类似蓝宝石的颜色而得名。形状良好的晶体是稀有且珍贵的，偶尔会被切割成宝石。假蓝宝石也已通过水热法合成以用于实验目的。

## 發現
假蓝宝石是高温、中高压形成的变质岩（麻粒岩相或榴辉岩相）中的典型矿物。在900°C以上的温度下，蓝宝石可以在变质泥质岩中形成，它也存在于镁铁质麻粒岩和伟晶岩中。